# Route départementale 8 (Finistère)
Pour les articles homonymes, voir Route départementale 8.
La route départementale 8, ou D 8, est une route départementale française reliant Crozon à la pointe de Pen-Hir en passant par Camaret-sur-Mer, dans le Finistère.

## Tracé de la D 8
- Carrefour giratoire entre D 887, D 155, D 8 et D 308 à Crozon
- Plage de Kerloc'h
- Carrefour giratoire entre D 8 et D 355 (Pointe des Espagnols à l'entrée de Camaret-sur-Mer

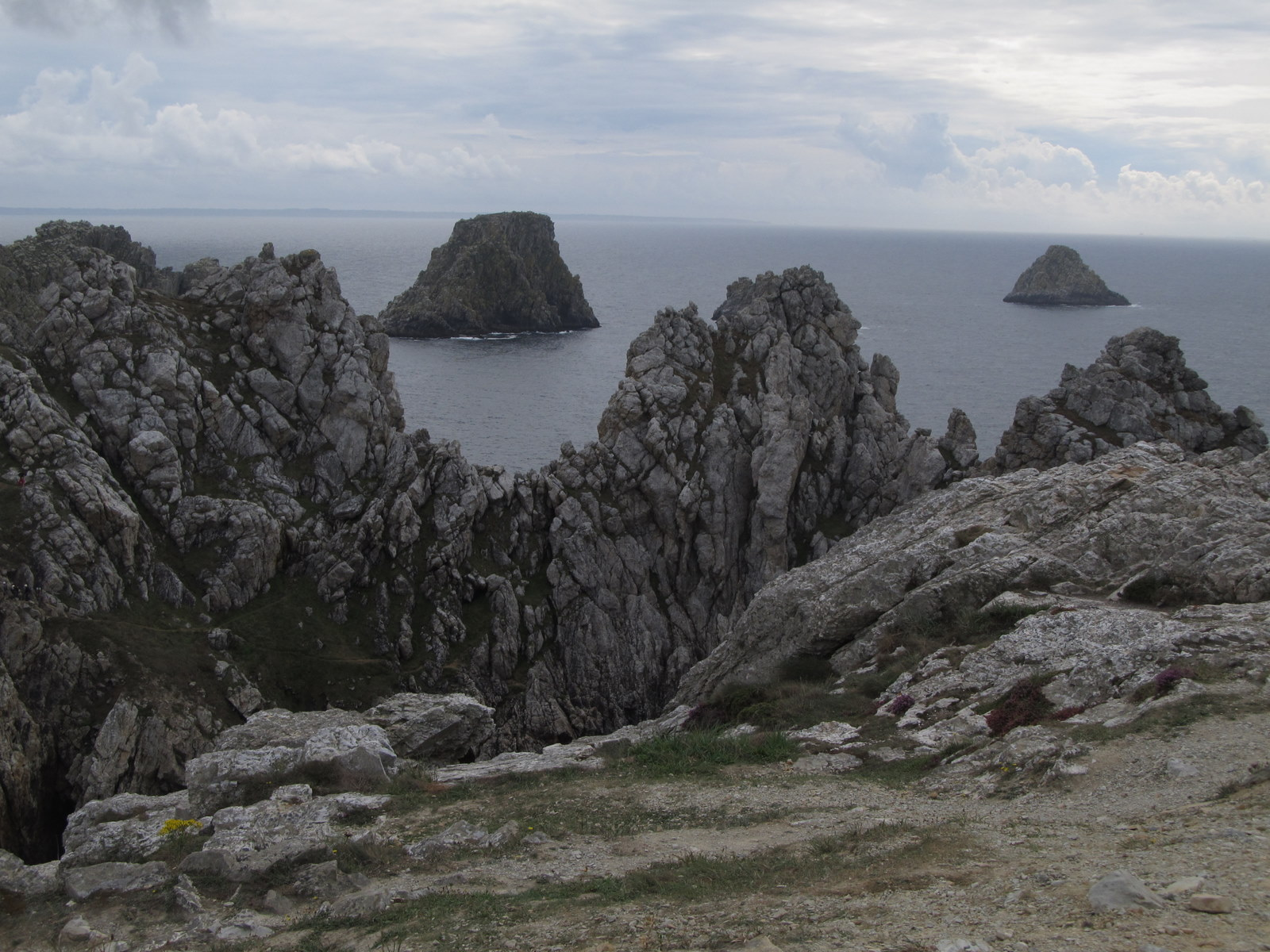
La D 8 permet de rallier la pointe de Pen-Hir depuis Crozon.

- Camaret-sur-Mer
- Pointe de Pen-Hir

## Antennes de la D 8

### D 8a
La route départementale 8a, ou D 8a, est une route départementale française reliant la route départementale 8 à elle-même en passant par le centre-ville de  Camaret-sur-Mer, dans le Finistère. Elle fait 2,5 km de long.

### D 108
La D 108 relie la D 887 au col du Menez-Hom à Saint-Nic où elle croise la D 63. Elle fait 3 km de long.

### D 208
La D 108 dessert Telgruc-sur-Mer depuis la D 887. Elle fait 3,5 km de long et finit à la plage de Telgruc.

### D 308
La D 308, ou route de Dinan, relie Crozon où elle croise la D 887 à la pointe de Dinan. Elle fait 6 km de long.